# الاهروم (السبرة)

تعديل مصدري - تعديل

الاهروم محلة تابعة لقرية المعفدة، التابعة لعزلة الابروة بمديرية السبرة إحدى مديريات محافظة إب في الجمهورية اليمنية.، بلغ تعداد سكانها 196 حسب تعداد اليمن لعام 2004.